# Тьяцці
Тьяцці (норв. Þjazi, дан. Tjasse, англ. Thiazi) — в германо-скандинавській міфології льодовий велетень, батько Скаді, викрадач Ідунн та її золотих яблук.
Тьяцці постійно докучав Одіну, Геніру і Локі, які мандрували по Мідгарду. Одного разу Тьяцці у вигляді орла викрав казанок з їх обідом. Оскаженілий Локі ударив Тьяцці чарівною палицею і несподівано намертво приклеївся до нього. Велетень-орел поніс Локі у свої володіння, і як викуп той віддав Тьяцці богиню Ідунн і її дивовижні молодильні яблука, без яких боги швидко старіли.
Погрожуючи магією, Одін змусив Локі повернути назад Ідунн та її яблука. Локі позичив соколину шкіру у Фрейї й полетів у подобі сокола до Йотунгейму, звідки він забрав Ідунн, обернувши її на горіх, який зручніше було нести у пазурах. Велетень знову обернувся орлом і переслідував, але загинув у вогні, який горів зверху могутніх стін Асгарду. Рухнувши на землю, Тьяцці перетворився на жменю попелу.
Незабаром в Асгард явилася мстива Скаді, донька Тьяцці. Вона зажадала компенсацію. Коли усі її вимоги були виконані, Одін закинув на небо очі Тьяцці, де вони перетворилися на зірки.

## Галерея

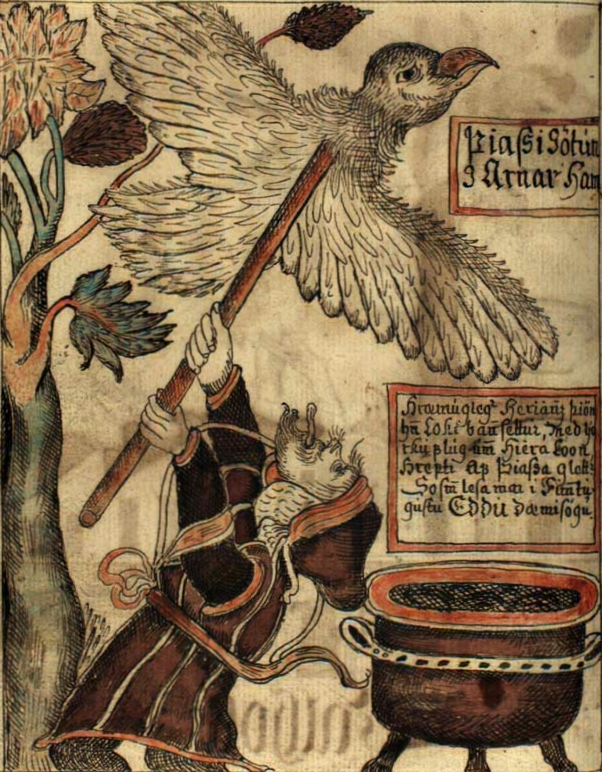
Одін збиває Тьяцці.